# Нитра
Вижте пояснителната страница за други значения на Нитра.
Нѝтра (на словашки: Nitra) е град в Западна Словакия, център на Нитранския край. Разположен е в долината на река Нитра, на 250 m надморска височина в подножието на планината Зобор. Градът е смятан за най-стария в страната наред с Братислава, като първите писмени сведения за него са от IX век. Населението му е 77 048 души (по приблизителна оценка от декември 2017 г.).
В Нитра умира унгарският крал Ласло I (1040 – 1095).

## Побратимени градове
| Държава     | Град             |
| ----------- | ---------------- |
| Сърбия      | Бачки Петровац   |
| Чехия       | Ческе Будейовице |
| Австралия   | Госфорд          |
| Испания     | Гуадалахара      |
| Полша       | Келце            |
| Чехия       | Кромержиж        |
| САЩ         | Нейпървил        |
| Хърватия    | Осиек            |
| Словакия    | Спишка Нова Вес  |
| Полша       | Жельона Гура     |
| Нидерландия | Зутермер         |